# Malachi Barton
Malachi Daniel Barton (Virginia Beach, Virginia, 10 de marzo de 2007) es un actor y cantante estadounidense.  Es conocido por interpretar a Beast Diaz en Stuck in the Middle (2016-2018) y a Colby Madden en The Villains of Valley View (2022-2023).   En 2025, interpretó a Victor en Zombies 4: Dawn of the Vampires .

## Primeros años de vida
Malachi Daniel Barton nació el 10 de marzo de 2007 en Virginia Beach, Virginia, Estados Unidos .  Su madre, Felicia Barton es cantautora y ex concursante de American Idol. Su padre, Loren Barton, es guitarrista y manager de gira.  Mostró interés en la actuación desde muy pequeño. A los cuatro años comenzó a aparecer en comerciales nacionales para grandes marcas como McDonald's, Kmart y Lay's .  Después de varias audiciones, Barton consiguió su primer papel como actor en 2014. Más tarde,  su familia se mudó a Los Ángeles.  

## Carrera

### 2014–2015: Inicios de su carrera
Barton comenzó su carrera como actor en 2014, cuando hizo su primer debut televisivo con un papel pequeño  en la serie de comedia Workaholics .  Ese mismo año, apareció en See Dad Run, interpretando a  Bobby.  En 2015, apareció  como invitado en las comedias familiares, Instant Mom, interpretando a  Trevor, y en,  Henry Danger interpretando a Eric.  

### 2016–2023: Gran avance de Disney y actuación de voz
En 2016  fue elegido para interpretar a Beast Díaz en la serie de  Disney Channel,  Stuck in the Middle.  El programa duró tres temporadas hasta 2018 y su papel lo convirtió en un rostro familiar en Disney Channel   apareciendo en comerciales de la cadena e involucrándose en promociones y eventos de la marca.     
Después de Stuck in the Middle, Barton pasó a la actuación de voz prestando  su voz a Lionel en la serie animada Fancy Nancy (2018-2022)  y a Leo en Elena de Ávalor (2020).    Barton también apareció en programas como Bunk'd y Just Roll with It, continuando su presencia en Disney Channel.    En 2019, interpretó a Diego de niño en la película de acción real Dora y la ciudad perdida de oro .  En 2021, interpretó a Marshall en Under Wraps, una nueva versión de la película original de 1997.   En 2022, repitió su papel en la secuela Under Wraps 2.  También interpretó a Colby Madden y a Flashform en la serie original de Disney Channel, The Villains of Valley View (2022-2023)   

### 2024-presente:Zombies 4: Un amanacer entre vampiros
En 2024 se confirmó que Barton se había unido al elenco para interpretar a Victor en la  película original de Disney Channel, Zombies 4: Dawn of the Vampires, la cuarta entrega cinematográfica de la serie.  

## Filmografía

### Cine
| Año  | Película                            | Papel          | Notas                    |
| ---- | ----------------------------------- | -------------- | ------------------------ |
| 2019 | Dora y la ciudad perdida            | Diego de joven |                          |
| 2021 | ¡Menuda momia!                      | Marshall       | Película para televisión |
| 2022 | ¡Menuda Momia! 2                    | Marshall       | Película para televisión |
| 2025 | Zombies 4: Un verano entre vampiros | Victor         |                          |

### Televisión
| Año       | Serie                       | Papel                    | Notas                                       |
| --------- | --------------------------- | ------------------------ | ------------------------------------------- |
| 2014      | Workaholics                 | Niño pequeño             | Episodio: "We Be Clownin'"                  |
| 2014      | See Dad Run                 | Bobby                    | 2 episodios                                 |
| 2015      | Henry Danger                | Eric                     | Episodio: "Invisible Brad"                  |
| 2015      | Instant Mom                 | Trevor                   | Episodio: "Two Guys and a Gabby"            |
| 2016–2018 | Entre hermanos              | Beast Diaz               | Papel principal                             |
| 2018–2022 | Fancy Nancy Clancy          | Lionel (voz)             | Papel principal                             |
| 2019      | Super Powers Beat Down      | Bruce Wayne de joven     | Episodio: "Flashpoint Batman vs Killmonger" |
| 2019      | Campamento Kikiwaka         | Jasper Flores            | Episodio: "Lone Wolf"                       |
| 2020      | Adapta a ello               | Tyber                    | Episodio: "Owen and Blair in the Morning"   |
| 2020      | Elena de Avalor             | Leo (voz)                | Episodio: "Elena's Day Off"                 |
| 2022–2023 | Los villanos de Valley View | Colby Madden / Flashform | Papel principal                             |

## Premios y nominaciones
| Año  | Asociación               | Categoría                    | Obras nominadas | Resultado | Ref.   |
| ---- | ------------------------ | ---------------------------- | --------------- | --------- | ------ |
| 2017 | Young Entertainer Awards | Mejor actor de reparto joven | Entre hermanos  | Nominado  | [ 30 ] |
| 2018 | Young Entertainer Awards | Mejor actor de reparto joven | Entre hermanos  | Ganador   | [ 31 ] |